# Criquetot-l’Esneval
Criquetot-l’Esneval – miejscowość i gmina we Francji, w regionie Normandia, w departamencie Sekwana Nadmorska.
Według danych na rok 1990 gminę zamieszkiwało 1979 osób, a gęstość zaludnienia wynosiła 147 osób/km² (wśród 1421 gmin Górnej Normandii Criquetot-l’Esneval plasuje się na 115. miejscu pod względem liczby ludności, natomiast pod względem powierzchni na miejscu 189.).